# Юфу

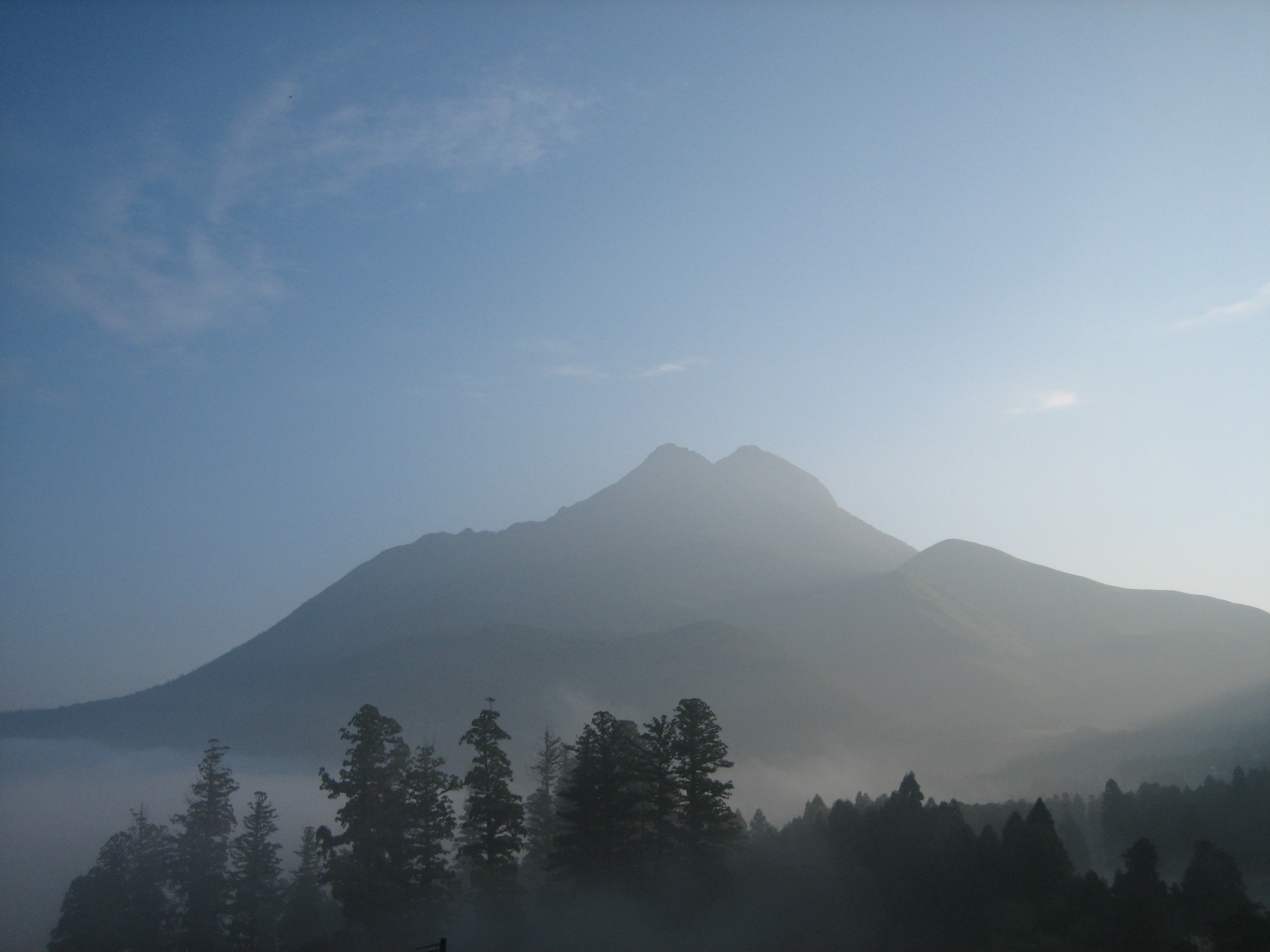
Юфудаке утром

Юфу (яп. 由布市 Юфу-си) — город в Японии, находящийся в префектуре Оита. Площадь города составляет 319,16 км², население — 33 811 человек (1 августа 2014), плотность населения — 105,94 чел./км².

## Географическое положение
Город расположен на острове Кюсю в префектуре Оита региона Кюсю. С ним граничат города Оита, Беппу, Уса, Такета и посёлки Коконоэ, Кусу.

## Население
Население города составляет 33 811 человек (1 августа 2014), а плотность — 105,94 чел./км². Изменение численности населения с 1980 по 2005 годы:
| 1980 | 34 708 чел. |  |
| 1985 | 35 945 чел. |  |
| 1990 | 35 119 чел. |  |
| 1995 | 34 773 чел. |  |
| 2000 | 35 248 чел. |  |
| 2005 | 35 386 чел. |  |

## Символика
Деревом города считается Quercus glauca, цветком — космея, птицей — Cettia diphone.